# Bernard Harris
Bernard Anthony Harris Jr. (Temple, 26 juni 1956) is een Amerikaans voormalig ruimtevaarder. Harris zijn eerste ruimtevlucht was STS-55 met de spaceshuttle Columbia en vond plaats op 26 april 1993. Tijdens de missie werd onderzoek gedaan in de Spacelab module.
Harris werd in 1990 geselecteerd door NASA. In totaal heeft hij twee ruimtevluchten op zijn naam staan en één ruimtewandeling. In 1996 verliet hij NASA en ging hij als astronaut met pensioen.